# Société laitière des volcans d'Auvergne
La Société laitière des volcans d'Auvergne (SLVA) est une entreprise agroalimentaire située dans le département du Puy-de-Dôme et la région administrative Auvergne-Rhône-Alpes. Elle est spécialisée dans la transformation de laits et de fruits (jus de fruits).

## Présentation
La SLVA est une coopérative laitière basée à Theix dans le Parc naturel régional des volcans d'Auvergne. Cette filiale de la coopérative agricole Terra Lacta regroupe deux établissements : la laiterie de Theix et la Laiterie des Montagnes d’Auzances. La grande majorité du lait transformé provient de la Société Coopérative Agricole Auvergne Limousin. La laiterie de Theix compte 160 employés et celle d'Auzances une cinquantaine.